# Baldomero Romero Ressendi
Baldomero Romero Ressendi   (Sevilla, 20 de gener de 1922 - Madrid, 11 d'abril de 1977) va ser un pintor espanyol.

## Biografia
Es va formar a l'Escola de Belles Arts de Sevilla, on va destacar pel seu gran talent artístic, encara que va ser considerat per alguns dels seus professors com a extravagant per la seva tendència a sortir dels motlles clàssics convencionals. Va coincidir durant la seva etapa formativa a Sevilla amb el pintor natural de Marchena Eufemiano Sánchez, amb qui va mantenir una gran amistat al llarg de la seva vida.
A partir del 1946 va anar adquirint fama de pintor escandalós, algunes de les seves obres van ser considerades per l'autoritat religiosa obscenes i faltes de respecte a la moral, encara que sempre va gaudir de protectors i amics que el van tenir en gran consideració.
El seu estil es pot enquadrar dins l'expressionisme. Entre les seves obres principals es poden assenyalar: El locutori de Sant Bernat, Les temptacions de Sant Jerònim, El Vuitè Cercle o L'enterrament de Crist. L'obra de Ressendi es caracteritza perquè és molt expressiva i reflecteix el costat no opulent de les coses que pintava.
Es diu que va ser convidat a pintar Francisco Franco, militar i dictador d'Espanya, l'anècdota explica que després de presentar-se el primer dia, no va tornar mai més, deixant el dictador plantat.